# Pubistylus andamanensis
Pubistylus andamanensis là một loài thực vật có hoa trong họ Thiến thảo. Loài này được Thoth. miêu tả khoa học đầu tiên năm 1966.